# غوستاف ماير (صحفي)
غوستاف ماير (بالألمانية: Gustav Mayer)‏ هو صحفي ألماني، ولد في 4 أكتوبر 1871 في برنتسلاو في ألمانيا، وتوفي في 21 فبراير 1948 في لندن في المملكة المتحدة.